# Ибърска магистрала
Ибърска магистрала (на сръбски: Ибарска магистрала или Ibarska magistrala) е наименованието на главен път 21 в Сърбия, който следва течението на река Ибър.
Магистралата свързва столицата Белград, през Чачак и Кралево, с Косово (през Косовска Митровица) и Черна гора (през Нови пазар).